# A Theory of Justice
A Theory of Justice (deutsch „Eine Theorie der Gerechtigkeit“) ist der Buchtitel eines 1971 veröffentlichten, vielbeachteten Buchs des US-amerikanischen Philosophen John Rawls.

## Allgemeines
Rawls entwirft in seinem Werk eine sozial-politische Grundordnung, die auf den Werten der Freiheit und der Gleichheit beruht. Damit stellt er sich gegen den vor allem im angloamerikanischen Raum vorherrschenden Utilitarismus, der es prinzipiell erlaubt, Einzelne für das größere Gemeinwohl der Gesellschaft zu schädigen. Er setzt sich auch kritisch mit Alternativen zu seinem Konzept wie dem ethischen Skeptizismus, dem Egoismus oder dem ethischen Intuitionismus auseinander.
Das Buch sorgte zusammen mit Robert Nozicks als Antwort darauf 1974 erschienenem Werk Anarchy, State, and Utopia für eine Wiederbelebung der politischen Philosophie. Unmittelbar lösten die beiden Werke eine Debatte zwischen Libertarismus (Nozick) und egalitärem Liberalismus (Rawls) aus. Aus einer anderen Perspektive griffen darüber hinaus die Vertreter des Kommunitarismus in diese Diskussion ein.
Rawls schließt mit seiner Theorie an die Tradition der Vertragstheorien von Locke, Rousseau und Kant an. Er demonstriert sein Konzept des Gesellschaftsvertrags mit einem inzwischen berühmten Gedankenexperiment: Die Vertragspartner befinden sich in einem hypothetischen „Urzustand“ (original position), der durch einen „Schleier des Nichtwissens“ (veil of ignorance) gekennzeichnet ist. In dieser angenommenen Situation wird über die Gerechtigkeitsprinzipien entschieden, die der realen Gesellschaftsordnung zugrunde liegen sollen. Die Entscheidungsträger wissen aber im Urzustand selbst nicht, an welcher Stelle dieser zu bestimmenden Ordnung sie sich befinden werden. Durch diese neutrale, anonymisierte Entscheidungssituation soll sichergestellt werden, dass die gewählten Gerechtigkeitsprinzipien in einem fairen Verfahren zustande kommen.
Ausgehend von diesem Gedankenexperiment argumentiert Rawls für zwei Grundsätze der Gerechtigkeit.

„1. Jedermann soll gleiches Recht auf das umfangreichste System gleicher Grundfreiheiten haben, das mit dem gleichen System für alle anderen verträglich ist.

2. Soziale und wirtschaftliche Ungleichheiten sind so zu gestalten, daß (a) vernünftigerweise zu erwarten ist, daß sie zu jedermanns Vorteil dienen, und (b) sie mit Positionen und Ämtern verbunden sind, die jedem offen stehen.“

Dabei besteht ein Vorrang des ersten Prinzips vor dem zweiten sowie ein Vorrang des Prinzips fairer Chancengleichheit (b) vor dem Differenzprinzip (a).
Rawls entwickelt anhand dieser Prinzipien eine Theorie der Verfahrensgerechtigkeit, die es ihm erlaubt, unter anderem Probleme der Toleranz gegenüber der Intoleranz und des zivilen Ungehorsams, Verteilungsfragen und die Generationengerechtigkeit (siehe auch Hartwick-Regel) zu behandeln.
Da er ein realistisches Ideal einer „wohlgeordneten Gesellschaft“ als Maßstab konkreter demokratischer Gesellschaften vorschlug, wurde seine Gerechtigkeitstheorie zu einer unmittelbar wirksamen politischen Theorie und gewann eine erhebliche Bedeutung für die praktische Gerechtigkeitsdiskussion.

## Entstehung und Aufbau des Buches
Rawls hat über zehn Jahre systematisch an seiner Theorie der Gerechtigkeit gearbeitet und vorbereitend mehrere grundlegende Aufsätze verfasst, bis er im Jahre 1971 sein Opus magnum veröffentlichte. Der erste Aufsatz zum Thema Justice as Fairness stammt aus dem Jahr 1958. Mit der Frage der Nutzenmaximierung im Utilitarismus hatte er sich schon 1955 in der Veröffentlichung Two Concepts of Rules befasst. Die Entscheidungstheorie als Verfahren der Ethik war bereits 1951 Thema eines Aufsatzes. Rawls hat Teile seiner Theorie in verschiedenen Vorlesungen erarbeitet und insgesamt drei Manuskriptfassungen mit seinen Studenten und Kollegen diskutiert sowie überarbeitet.
Die Hauptarbeiten zum Werk leistete Rawls während eines Forschungsaufenthaltes 1969–1970 am Center for Advanced Studies an der Stanford University. Rawls betonte, dass der Umfang von über 600 Druckseiten nicht nur der Ausarbeitung der Theorie selbst, sondern ihrer Einbettung in allgemeine ethische Überlegungen und auch der intensiven Auseinandersetzung mit alternativen Gerechtigkeitskonzepten geschuldet sei.
Das Buch ist wie folgt gegliedert:
Teil 1 – Theorie
- Kapitel 1: Gerechtigkeit als Fairness (Abschnitte 1–9)
- Kapitel 2: Die Grundsätze der Gerechtigkeit (Abschnitte 10–19)
- Kapitel 3: Der Urzustand (Abschnitte 20–30)

Teil 2 – Institutionen
- Kapitel 4: Gleiche Freiheit für alle (Abschnitte 31–40)
- Kapitel 5: Die Verteilung (Abschnitte 41–50)
- Kapitel 6: Pflicht und Verpflichtung (Abschnitte 51–59)

Teil 3 – Ziel
- Kapitel 7: Das Gute als das Vernünftige (Abschnitte 60–68)
- Kapitel 8: Der Gerechtigkeitssinn (Abschnitte 69–77)
- Kapitel 9: Das Gute der Gerechtigkeit (Abschnitte 78–87)

Alle Kapitel haben einleitende Abschnitte, in denen Rawls jeweils eine Einordnung in die Gesamtstruktur seines Werkes vornimmt. In den ersten vier Abschnitten erfolgt eine Einführung in die intuitiven Grundgedanken der Theorie der Gerechtigkeit, die in den Kapiteln zwei bis vier im Detail ausgearbeitet werden. Die Kapitel fünf bis neun dienen der Vertiefung von Einzelfragen und der Begründung verschiedener Grundpositionen, die in der Theorie enthalten sind.
Im ganzen Buch verzichtet Rawls auf eine metaethische Diskussion. Methodische Erörterungen finden sich nur vereinzelt. Rawls betont, dass er sich um eine inhaltliche Darlegung einer Theorie der Gerechtigkeit bemüht habe. Eine Auseinandersetzung mit der in der analytischen Philosophie bedeutsamen metaethischen Position des Nonkognitivismus erfolgt nicht ausdrücklich. Rawls ist vornehmlich an der politischen Frage der sozialen Gerechtigkeit interessiert. Wenn er von Gerechtigkeit spricht, ist Verteilungsgerechtigkeit gemeint. Mit Gerechtigkeit verstanden als Tugend von Individuen sowie etwa den Formen kommutativer oder korrektiver Gerechtigkeit setzt er sich nicht ausdrücklich auseinander. Er betrachtet Gerechtigkeit in Bezug auf gesellschaftliche Institutionen: „Die Gerechtigkeit ist die erste Tugend sozialer Institutionen, so wie die Wahrheit bei Gedankensystemen.“

## Formale und substanzielle Gerechtigkeit
Zur Bestimmung des Inhalts der Gerechtigkeit unterscheidet Rawls zwischen formaler und substantieller Gerechtigkeit. Formale Gerechtigkeit entsteht durch die unparteiische und konsequente Anwendung allgemeingültiger Regeln. Sie fordert somit, dass jeder von einer Regel Betroffene auch tatsächlich nach dieser Regel behandelt wird – es darf keine Ausnahmen geben, sonst entstünde eben eine formale Ungerechtigkeit. Inhaltliche Gerechtigkeit betrifft hingegen die Regel selbst. Ob eine Regel inhaltlich gerecht ist, hängt nicht davon ab, ob sie unparteiisch angewendet wird, sondern von den Forderungen, die den Inhalt der Regel ausmachen.
Um substantielle Gerechtigkeit zu ermitteln, muss eine Theorie der Gerechtigkeit substantielle Aussagen machen. Diese Aufgabe erfüllen nach Rawls Gerechtigkeitsprinzipien, die sich auf eine reale Gesellschaft beziehen und von allen vernünftigen Beteiligten anerkannt werden können. Rawls will bewusst keine ideale, letztbegründete Moraltheorie aufstellen, sondern eine politische Theorie über die Grundprinzipien einer gerechten Gesellschaft, die geeignet ist, als Maßstab für praktisches politisches Handeln zu dienen.

## Anwendungsverhältnisse der Gerechtigkeit
Als Anwendungsverhältnisse bezeichnet Rawls die gewöhnlichen objektiven (umweltbezogenen) und subjektiven (personenbezogenen) Bedingungen menschlicher Zusammenarbeit. Zweck von Gesellschaft ist für Rawls die Kooperation zum gegenseitigen Nutzen der Beteiligten. Alle Mitglieder konkurrieren dabei einerseits um Güter (Einkommen, Vermögen, Freiheit usw.), woraus sich Interessenkonflikte ergeben. Auf der anderen Seite haben die Mitglieder einer Gesellschaft aber auch gleiche Interessen, wie beispielsweise Sicherheit, Frieden oder die Möglichkeit, ihre Lebenspläne zu verwirklichen.
Zur Regulierung dieser Interessengegensätze mit dem Ziel der Interessenswahrnehmung der Gesamtgesellschaft sind Verfahren notwendig. Rawls setzt sich ausdrücklich von dem bei Thomas Hobbes formulierten Naturzustand ab, nach dem sich die Mitglieder der Gesellschaft potenziell in einem permanenten Kriegszustand um die knappen Güter befinden. Er geht vielmehr von einer Gruppe von Menschen mit gleichartigen Interessen aus. „Die Theorie der Gerechtigkeit sieht die Gesellschaft als ein Unternehmen gemeinschaftlicher Arbeit zum gegenseitigen Vorteil.“ Die Gruppenmitglieder versuchen nicht durch Kriegführung, sondern durch (friedliche) Einigung eine für alle vorteilhafte Lösung – mithin Allokation der Grundgüter – zu erreichen.
Rawls’ Gerechtigkeitstheorie ist in dem Sinne vertragstheoretisch, als sie sich zur Rechtfertigung auf die allgemeine Zustimmungsfähigkeit ihrer Prinzipien beruft. Der Vertrag ist ein hypothetisches Konstrukt, das nur „in den Köpfen der Philosophen“ existiert. Das Reden von einem Vertrag ist letztlich nur eine Metapher dafür, dass Zustimmung eine Rolle spielt. Und es geht nicht um faktische Zustimmung, sondern um hypothetische Zustimmungsfähigkeit.
Rawls geht davon aus, dass bereits eine Gesellschaft vorhanden und damit eine gewisse Verteilung der (natürlicherweise begrenzten) Grundgüter gegeben ist. Mit dieser wichtigen Annahme blendet er die schwierige Diskussion um Herkunft und Entstehung der vorgefundenen Güterverteilung bewusst aus. Es sei durchaus möglich, dass eine zu einem beliebigen Zeitpunkt der Menschheitsgeschichte vorgefundene Allokation auf gewaltsamer Okkupation, Kriegführung oder auf anderen ungerechtfertigten Handlungen beruhe. Dies sei dann eine nicht revidierbare historische Tatsache. Rawls will ausdrücklich einen Beitrag zur praktischen Philosophie leisten und nicht eine theoretische Vorschrift aufstellen, die schon wegen ihrer Prämissen nicht umsetzbar wäre. Eine Revision der vorgefundenen Verteilung würde gleichsam eine Rückgängigmachung der menschlichen Geschichte voraussetzen, was ausgeschlossen ist. Das Problem von Herkunft und Verdienst einer vorhandenen Verteilung wird aber in Rawls’ Werk hinsichtlich seiner (moralischen) Zufälligkeit relevant, die es durch die institutionelle Ordnung der Gesellschaft auszugleichen gilt.

## Fiktive Verfassungswahl
Rawls spielt den Gedanken durch, dass die zu irgendeinem Zeitpunkt vorhandenen Gesellschaftsmitglieder sich zu einer fiktiven „Verfassungswahl“ zusammenfinden. In dieser Wahl sollen sich die Gesellschaftsmitglieder unter bestimmten Voraussetzungen auf Grundsätze eines gerechten Zusammenlebens einigen, insbesondere aber auf die Verteilung der gesellschaftlichen Grundgüter, an denen jedes Mitglied der Gesellschaft ein Interesse hat.
Als Grundgüter bezeichnet Rawls explizit Rechte, Einkommen, Vermögen und Chancen. Er nimmt an, dass es im Interesse jedes einzelnen Gesellschaftsmitglieds ist, von diesen Dingen eher mehr als weniger zu besitzen. Ob Individuen diese dann nur zum eigenen oder (auch) zum Nutzen Anderer verwenden, spielt dabei zunächst keine Rolle. Damit distanziert er sich von allen Ansätzen, in denen Altruismus als eine notwendige Bedingung für eine gerechte Gesellschaft gesehen wird.
Für Rawls ist im Hinblick auf die Ausgestaltung der grundlegenden Verteilungsmechanismen einer Gesellschaft nur als gerecht anzusehen, worauf sich Menschen in einer fairen Ausgangssituation auf der Basis vernünftiger Entscheidungen bei einer Verfassungswahl einigen könnten.

## Überlegungsgleichgewicht (reflective equilibrium)
Für seine Theorie der Gerechtigkeit als Fairness und die Rahmenbedingungen seines Urzustandes führt Rawls kein letztbegründetes Argument an. Er hält es für aussichtslos, eine Gerechtigkeitsvorstellung alleine mit einem Verweis auf fundamentale, evidente Wahrheiten zu begründen. Zwar werden faktisch vorhandene Intuitionen in seiner Rechtfertigung berücksichtigt, aber nur vermittelt durch einen Reflexionsprozess, in dem wohlüberlegte Urteile, allgemeine Grundsätze und konkurrierende Gerechtigkeitsvorstellungen gegeneinander abgewogen werden. Es wird also weder eine Letztbegründung (etwa durch evidente Intuitionen) versucht, noch werden verbreitete Intuitionen gänzlich ignoriert – dieser Ansatz kann als pragmatistischer Einfluss in Rawls’ Theorie aufgefasst werden. Konkret beruft er sich auf Nelson Goodman, der ein ähnliches Verfahren im Bereich der Wissenschaftstheorie vorgeschlagen hatte.
Diesen Prozess des Überlegungsgleichgewichts stellt Rawls sich etwa folgendermaßen vor: Die einzelnen konkreten und möglicherweise unsystematischen Urteile einer Person über die Gerechtigkeit einer Gesellschaft werden zunächst auf eine Menge wohlüberlegter Urteile (considered judgements) reduziert, in der keine unsicheren, irrtümlichen oder unaufmerksamen Urteile mehr enthalten sind. Auf dieser Basis werden allgemeine Grundsätze formuliert, die die einzelnen Urteile möglichst genau unter sich fassen. Hier werden Verallgemeinerungen und theoretische Idealisierungen einfließen. Vergleicht man nun die aufgestellten Grundsätze mit den einzelnen wohlüberlegten Urteilen, so können Inkohärenzen dadurch ausgeräumt werden, dass entweder die einzelnen wohlüberlegten Urteile den Grundsätzen angepasst werden oder umgekehrt die Grundsätze den wohlüberlegten Urteilen. Im Ergebnis sollte sich ein Gleichgewicht zwischen Grundsätzen und Urteilen ergeben, das durch die beschriebene Reflexion entstanden ist – also ein Überlegungsgleichgewicht (reflective equilibrium). Rawls schließt dabei nicht aus, dass eine Weiterentwicklung der resultierenden Gerechtigkeitsvorstellung nötig ist, wenn neue Gründe für eine Anpassung vorgebracht werden. Das Überlegungsgleichgewicht ist somit offen für neue Vorschläge und Veränderungen des moralischen Denkens.
Man kann das Überlegungsgleichgewicht als eine Methode ansehen, mit der anerkannte und begründete moralische Alltagsurteile und allgemeine moralische Prinzipien zu einem widerspruchsfreien, kohärenten Gesamtsystem von Aussagen zusammengefügt werden. Durch diese Methode stellt Rawls sicher, dass seine Theorie nicht in einem formalen Universalismus stecken bleibt, sondern partikular (kulturimmanent) den Horizont und die Werthaltungen der jeweiligen Gesellschaft in der hypothetischen Vertragssituation berücksichtigt.

## Konzeption des Urzustandes (original position)
Rawls versetzt die Mitglieder der Gesellschaft in einen fiktiven Urzustand, in dem sie gemeinsam über die Gerechtigkeitsgrundsätze entscheiden, die die Grundstruktur der Gesellschaft festlegen. Die englische Bezeichnung original position weist klarer als der deutsche Begriff „Urzustand“ darauf hin, dass Rawls hier keine historische Situation beschreibt, sondern eine hypothetische Ausgangssituation entwickelt, die man sich unabhängig von jeder empirischen Gesellschaft zu jeder Zeit als reines Gedankenmodell vorstellen kann. Im Urzustand herrscht Gleichheit, das heißt, alle Beteiligten haben eine gleiche Stimme und jeder der Beteiligten kann durch Ablehnung eine Einigung verhindern.

### Kompetenz der Beteiligten
Die Mitglieder der Gesellschaft beschreibt Rawls als „kompetente Moralbeurteiler“. Ihre Kompetenz lässt sich festmachen an:
1. hinreichender Intelligenz
2. ausreichender Lebenserfahrung
3. Kenntnis der Fakten
4. Fähigkeit zur deduktiven Logik
5. Bereitschaft, Pro und Kontra abzuwägen
6. Fähigkeit, neue Erkenntnisse zu berücksichtigen
7. persönliche Distanz, Selbstkritik
8. Vorurteilslose Fähigkeit, sich in andere hineinzuversetzen.

Durch die Zuweisung dieser Kompetenzen will Rawls sicherstellen, dass von den Beteiligten nicht nur eine rationale (rational), sondern auch eine vernünftige (reasonable) Entscheidung getroffen wird. Durch diese Kriterien sollen skeptische und nihilistische Haltungen ebenso wie fehlerhafte Entscheidungen aufgrund subjektiver Beeinträchtigungen von vornherein ausgeschlossen werden.
Indem Rawls von der Konsensbereitschaft seiner Beteiligten ausgeht, setzt er für seinen Prozess der Ermittlung der Gerechtigkeitskonzeption eine Gesellschaft voraus, die seine Absicht akzeptiert, ein Regelwerk für eine gerechte Gesellschaft zu schaffen. Für Extremsituationen wie revolutionäre Umbrüche oder fundamentalistische religiöse Intoleranz ist seine Theorie der Gerechtigkeit nicht geeignet.

### Formale Bedingungen für den Begriff des Rechten
Bevor er die Verfassungsversammlung entscheiden lässt, stellt Rawls einige Bedingungen auf, denen die denkbaren Grundsätze entsprechen müssen. Er bezeichnet sie im Original als “formal constraints of the concept of right”. Im Einzelnen sind dies:
1. Generalität – allgemeine Anwendbarkeit (für jede Person)
2. Universalität – uneingeschränkte Anwendbarkeit (widerspruchsfrei)
3. Öffentlichkeit – Anerkennung und Wirksamkeit
4. hierarchische Geordnetheit – geeignetes Instrument zur Konfliktlösung
5. Endgültigkeit – keine übergeordnete Instanz

Diese Bedingungen dienen insbesondere dazu, verschiedene Formen des Egoismus auszuschließen. Durch eine entsprechende Konzeption des Urzustandes lässt Rawls die Gerechtigkeitsgrundsätze schließlich diese Bedingungen erfüllen. Es soll einer allein nicht zu anderen Ergebnissen kommen können als alle Gesellschaftsmitglieder zusammen.

### Die Urzustandkonzeption als Darstellungsmittel
Diese Versammlung kann allerdings nur fiktiv sein, so wie alle Vertragstheorien nur von einer hypothetischen Einigung auf den Gesellschaftsvertrag ausgehen. Zu keiner Zeit ist eine konstituierende Versammlung aller Gesellschaftsmitglieder durchführbar. Daher enthalten Vertragstheorien die Forderung, dass die Entscheidungsträger im Urzustand sich auf Grundsätze einigen, deren Einhaltung für jedes hypothetische Gesellschaftsmitglied in Gegenwart und Zukunft vernünftig und positiv wäre. Sind also die Grundsätze für jeden zu jeder Zeit vernünftig, kann dem Vertrag hinreichende Verbindlichkeit zugeschrieben werden. Dieses Merkmal zu prüfen ist Aufgabe einer Vertragstheorie.
In einer realen Entscheidungssituation würde jedes Mitglied überlegen, ob der zur Diskussion stehende Grundsatz seine eigene Lage verbessern oder verschlechtern würde und sich im Zweifelsfall von diesen Überlegungen in seinem Abstimmungsverhalten leiten lassen. Rawls’ Konzeption des Urzustandes will dieses Problem umgehen. Zugleich will er nicht das Eigeninteresse der Mitglieder ausschließen. Denn er nimmt ja gerade an, dass die Mitglieder wissen, dass nach der Verfassungswahl die gesellschaftlichen Güter nach den gewählten Grundsätzen der Gerechtigkeit verteilt werden. Sie entscheiden also durchaus egoistisch, allerdings unter einem „Schleier des Nichtwissens“.

### Der Schleier des Nichtwissens (veil of ignorance)
Der „Schleier des Nichtwissens“ (§ 24) sorgt dafür, dass die Gesellschaftsmitglieder nichts wissen, was sie in ihrer Entscheidung dazu veranlassen könnte, bestimmte gesellschaftliche Gruppen zu bevorzugen bzw. zu benachteiligen. Niemand soll sich von seiner gesellschaftlichen Position, seinem Einkommens- oder Vermögensstand, der Zugehörigkeit zu einer sozialen Klasse oder einer Kaste, seiner Intelligenz oder seiner Körperkraft in seiner Entscheidung beeinflussen lassen.
Dahinter steht für Rawls die originäre Ungerechtigkeit – im Sinne von Unverdientheit – der Verteilung dieser genannten Güter. Die derzeitige Güterverteilung, insbesondere die Verteilung natürlicher Fähigkeiten (wie Intelligenz oder Körperkraft) und die Zugehörigkeit zu einer bestimmten sozialen Klasse sind grundsätzlich unverdient. Daher sei es nicht gerechtfertigt, dass die Entscheidungsträger im Urzustand sich von der Kenntnis um ihre relative gesellschaftliche Position beeinflussen lassen.
Zu diesem Zweck führt er den „Schleier des Nichtwissens“ als Bedingung in die Situation des Urzustands ein. Die Gesellschaftsmitglieder wissen nichts von ihrer relativen gesellschaftlichen Position, nicht einmal ihre persönlichen Vorlieben sind ihnen bekannt. Die Mitglieder entscheiden ohne Willkür, ohne Emotionalität und ohne Habitualität (entsprechend ihren Gewohnheiten).
Im Einzelnen:
- Selbstunkenntnis: Die Gesellschaftsmitglieder haben keinerlei Kenntnis über ihr eigenes Einkommen, ihr Vermögen, ihren gesellschaftlichen Status. Sie kennen nicht ihre Vorlieben und Abneigungen, Triebe und Bedürfnisse, genauso wenig wie ihre besonderen körperlichen und geistigen Fähigkeiten und Fertigkeiten.
- Allgemeines Wissen: Sie verfügen aber über allgemeines Wissen. Sie kennen wirtschaftliche Zusammenhänge und haben grundlegende psychologische und soziologische Kenntnisse.
- Keine Wahrscheinlichkeiten: Es ist bekannt, dass die Mitglieder der Gesellschaft unterschiedlich begabt sind, unterschiedliche Rollen spielen und verschiedene Rangstufen einnehmen. Die an der Entscheidung Beteiligten wissen aber nichts über die konkrete Verteilung dieser Merkmale, so dass sie auch keine sinnvollen Überlegungen anhand von Wahrscheinlichkeiten anstellen können.
- Rationalität: Alle Mitglieder respektieren sich gegenseitig. Sie treffen ihre Entscheidungen aufgrund rationaler Überlegungen und lassen sich nicht von irrationalen Überlegungen leiten.
- Keine aufeinander gerichteten Interessen: Sie interessieren sich nicht füreinander, so dass sie sich weder von Liebe noch von Hass in ihren Entscheidungen leiten lassen. Des Weiteren sind sie nicht darauf aus, sich gegenseitig auszunutzen.
- Kein Neid: Auch Neid akzeptiert Rawls nicht als entscheidungsrelevantes, subjektives Gefühl.

Der Schleier des Nichtwissens gewährleistet nicht nur die Fairness der Entscheidung, sondern er ist auch der Grund für eine einstimmige Entscheidung:

„Zunächst liegt auf der Hand, daß alle Beteiligten von den gleichen Argumenten überzeugt werden, da sie die Unterschiede zwischen sich nicht kennen und alle gleich vernünftig und in der gleichen Lage sind. Daher läßt sich die Übereinkunft im Urzustand als die eines zufällig ausgewählten Beteiligten sehen. Wenn irgend jemand nach reiflicher Überlegung eine Gerechtigkeitsvorstellung einer anderen vorzieht, dann tun es alle, und es kommt Einstimmigkeit zustande.“

## Die beiden Gerechtigkeitsgrundsätze
Rawls lässt nun seine verfassunggebende Gesellschaftsversammlung sich für Grundsätze der Gerechtigkeit entscheiden. Dies geschieht durch Aufstellung einer Liste aller möglichen Prinzipien, die dann durch Eliminierung der als ungerecht empfundenen Regeln zu den zwei Gerechtigkeitsgrundsätzen führen, die Rawls dann ausführt.
Rawls beginnt mit der eingangs zitierten Formulierung der beiden Grundsätze, modifiziert diese jedoch im Laufe seiner Abhandlung und gibt ihnen schließlich unter Beachtung der im Laufe der Diskussion eingeführten Vorrangregeln folgende endgültige Gestalt:
Erster Grundsatz
Jeder Mensch hat das gleiche Recht auf das umfangreichste Gesamtsystem gleicher Grundfreiheiten, das für alle möglich ist.
Zweiter Grundsatz
Soziale und wirtschaftliche Ungleichheiten müssen folgendermaßen beschaffen sein:
(a) sie müssen unter der Einschränkung des gerechten Spargrundsatzes den am wenigsten Begünstigten den größtmöglichen Vorteil bieten, und
(b) sie müssen mit Ämtern und Positionen verbunden sein, die allen gemäß fairer Chancengleichheit offen stehen.
Erste Vorrangregel (Vorrang der Freiheit)
Die Gerechtigkeitsgrundsätze stehen in lexikalischer Ordnung; demgemäß können die Grundfreiheiten nur um der Freiheit willen eingeschränkt werden, und zwar in folgenden Fällen:
(a) eine weniger umfangreiche Freiheit muss das Gesamtsystem der Freiheit für alle stärken;
(b) eine geringere als gleiche Freiheit muss für die davon Betroffenen annehmbar sein.
Zweite Vorrangregel (Vorrang der Gerechtigkeit vor Leistungsfähigkeit und Lebensstandard)
Der zweite Gerechtigkeitsgrundsatz ist dem Grundsatz der Leistungsfähigkeit und Nutzenmaximierung lexikalisch vorgeordnet; die faire Chancengleichheit ist dem Unterschiedsprinzip vorgeordnet und zwar in folgenden Fällen:
(a) eine Chancen-Ungleichheit muss die Chancen der Benachteiligten verbessern;
(b) eine besonders hohe Sparrate muss insgesamt die Last der von ihr Betroffenen mildern.
Rawls bezeichnet selbst diese Fassung der Grundsätze als unvollständig. Sie ist noch weiterzuentwickeln. Dennoch haben sich die Grundsätze und die Vorrangregeln in Beispielen bewährt. Sie können demnach als Leitlinien auch in nichtidealen Situationen Anwendung finden.

### Lexikalische Ordnung
Rawls’ Einführung einer „lexikalischen Ordnung“ fordert eine Erfüllung des ersten Grundsatzes, bevor der zweite Grundsatz zur Anwendung kommen kann. Damit soll der Vorrang des ersten Grundsatzes ausgedrückt werden. Mithin muss die Gleichverteilung der Grundfreiheiten gewährleistet sein, während andere Grundgüter gemäß dem Differenzprinzip verteilt werden. Ebenso kann eine Aufhebung der Chancengleichheit nicht mit einer Ungleichheit begründet werden, auch wenn diese die Position der am schlechtesten Gestellten verbessern würde.

### Der Vorrang der Freiheit
Der Vorrang der Freiheit ergibt sich aus der Konstruktion des Urzustandes mit dem Schleier des Nichtwissens. Bevor die Beteiligten überhaupt eine Festlegung treffen können, müssen sie im Urzustand gegenseitig ihre Gleichheit anerkennen. Im Gegensatz zu materiellen Gütern ist Freiheit als abstraktes Recht kein knappes Gut und kann jedem zugestanden werden. Da niemand weiß, welche Position er in der künftigen Gesellschaft einnehmen wird, ist die Freiheit der Grundstein einer gemeinsamen Einigung; denn mit der Zusicherung der Freiheit ist für jeden gewährleistet, dass er, egal in welcher Position er sich befinden wird, sein Leben nach einem eigenen Lebensplan gestalten kann.

„Die Unterschiede zwischen den Menschen sind zwar tiefgreifend, und niemand weiß, wie man sie durch Vernunft versöhnen könnte; doch unter den Verhältnissen des Urzustandes können sich die Menschen auf den Freiheitsgrundsatz einigen, wenn sie sich überhaupt auf etwas einigen können.“

Diese Freiheit beinhaltet insbesondere die Religionsfreiheit, das aktive und passive Wahlrecht, die Gewissens-, Gedanken-, Rede- und Versammlungsfreiheit, die Freiheit auf persönliches Eigentum sowie die Gesetzesherrschaft, also Gleichbehandlung, Rückwirkungsverbot, Schutz vor staatlicher Willkür etc. Rawls betrachtet diese Freiheiten als unabdingbar:

„Jeder Mensch besitzt eine aus der Gerechtigkeit entspringende Unverletzlichkeit, die auch im Namen des Wohles der ganzen Gesellschaft nicht aufgehoben werden kann. Daher läßt es die Gerechtigkeit nicht zu, daß der Verlust der Freiheit bei einigen durch ein größeres Wohl für andere wettgemacht wird.“

Sie hat kein ökonomisches Äquivalent. Freiheiten dürfen nicht um größerer wirtschaftlicher Vorteile willen verletzt werden (wie das nach seiner Auffassung hingegen im Utilitarismus möglich wäre). Ohne sie kann nach Rawls eine wohlgeordnete Gesellschaft überhaupt keinen Bestand haben. Die Grenzen der Freiheit liegen nur dort, wo die Freiheiten anderer beschränkt werden. Im Gegensatz zum klassischen Liberalismus haben also wirtschaftliche Freiheiten wie das Recht auf Privateigentum, Produktionsmittel oder sonstiger bestimmten Arten des Eigentums und die Vertragsfreiheit nicht den Status der Grundfreiheiten, sie dürfen für die Grundfreiheiten, die Chancengleichheit und das Differenzprinzip reguliert werden. Konflikte auf der Ebene der Freiheitsrechte können nur durch Abwägung gelöst werden. Rawls sieht sogar eine Pflicht zur Einhaltung einer gerechten Verfassung.
Unter dem Vorrang der Freiheit gilt zudem der Teilnahmegrundsatz, der unter anderem das aktive und passive Wahlrecht erfordert und dazu dient, der Verfassung und der Gesetzgebung einem gerechten Verfahren zu unterziehen. Der Grundsatz verlangt, dass jeder Bürger das gleiche faire Recht zur Teilnahme und Mitbestimmung bei dem verfassungsmäßigen Verfahren hat. Unter diesem Grundsatz sollte damit auch jeder Bürger die faire Möglichkeit haben, am politischen Leben teilzunehmen und mitzuwirken, wobei im Idealfall gleich Begabte und Motivierte die gleiche Aussicht auf politische Ämter haben, was Rawls der „faire Wert der politischen Freiheit“ nennt, die den Freiheiten eine positive Form zugrunde liegt. Der faire Wert dieser Freiheiten verlangt somit eine Regulierung von Vermögenskonzentrationen, sodass das Privateigentum im Falle eines privatwirtschaftlichen Systems weit über die Bevölkerung gestreut, öffentliche Mittel zur Förderung zur freien öffentlichen Diskussion und öffentliche Finanzierung der Tätigkeiten politischer Parteien ermöglicht wird. Zu diesem Zweck und auch sonst ist es immer ungerechtfertigt, politische Freiheiten so zu regulieren, dass diese zu ungleichen (formalen) politischen Freiheiten führen, nicht für jedermann gelten und nicht alle Teile der Gesellschaft gleichermaßen treffen.

### Das Differenzprinzip
Das Differenzprinzip erlaubt die Verbesserung der Aussichten der am besten gestellten Gruppe nur dann, wenn dadurch eine Besserstellung der am schlechtesten gestellten Gruppe erreicht wird. Unter der Bedingung der Chancengleichheit und der Grundfreiheiten ist eine Grundstruktur dann vollkommen gerecht, wenn die Aussichten der schlechtesten gestellten Gruppen maximiert wird. Dies liegt dann vor, wenn die Aussichten der besten gestellten Gruppe nicht weiter schlechter gestellt werden kann, ohne dass die schlechtesten gestellte Gruppe auch schlechter gestellt werden. Wenn sich die Situation der schlechtesten gestellten Gruppe verbessern lässt, indem die der besten gestellten verbessert wird, wäre die Grundstruktur durchwegs gerecht. Ungerecht wäre die Grundstruktur hingegen dann, wenn die besseren Aussichten der am besten gestellten Gruppe unangemessen ist und ihre Verschlechterung die Aussichten der schlechtesten gestellten Gruppe verbessert. Damit die Aussichten als unangemessen gelten, ist es notwendig, dass die besseren Aussichten der besten gestellten Gruppe die der schlechtesten gestellten verschlechtern. Wenn alle Gerechtigkeitsprinzipien erfüllt sind und damit die Grundstruktur vollkommen gerecht ist, so kann man niemanden besserstellen, zum Beispiel die besten gestellte Gruppe, ohne jemanden schlechterzustellen, etwa die schlechtesten gestellte Gruppe mit ihren bereits maximierten Aussichten. In dieser Hinsicht versteht Rawls das Differenzprinzip als substanzielle Erweiterung des Pareto-Optimums.
Auch das Differenzprinzip hat seine Begründung im Urzustand. Jeder der Entscheidungsträger muss damit rechnen, dass er in der künftigen Gesellschaft zu den am schlechtesten Gestellten gehören könnte. Daher ist es aus Sicht von Rawls vernünftig, das Differenzprinzip zu einem allgemeinen Grundsatz zu erheben; denn dann kann der Betroffene damit rechnen, dass er im ungünstigsten Fall nicht mit weiteren Verschlechterungen durch Ungleichverteilung zu rechnen hat, sondern damit, dass Ungleichheiten stets auch seinem Vorteil dienen. So muss im Gegensatz zum Utilitarismus niemand seinen Vorteil zugunsten anderer abtreten. Rawls sieht im Differenzprinzip „den Grundsatz der Brüderlichkeit konkretisiert.“

### Entscheidungsverhalten und Minimax-Regel
Die Minimax-Regel ist eine Entscheidungsregel „unter Unsicherheit“. Unsicherheit bedeutet hier, dass der Entscheider den Möglichkeiten keine Wahrscheinlichkeiten zuordnen kann (wie etwa bei Entscheidungen „unter Risiko“, in denen jeder Möglichkeit eine Erwartungswahrscheinlichkeit zugeordnet werden kann). Minimax bedeutet nun, dass die entscheidende Person sich für die Alternative entscheidet, die das minimale denkbare Ergebnis maximiert. Rawls wählt damit das konservative Prinzip der Risikominimierung.
Ein klassisches Beispiel zur Demonstration dieses Prinzips ist die Möglichkeit, dass eine Person, die in A wohnt, die Möglichkeit hat, mit dem Flugzeug nach B zu einem Vorstellungsgespräch zu einem um ein Vielfaches besser bezahlten Job zu fliegen. Sie muss nun drei Möglichkeiten abwägen: Sie bleibt in A und behält ihren alten Job. Sie fliegt nach B und bekommt dadurch den neuen Job. Sie fliegt nach B und kommt dadurch bei einem denkbaren Absturz des Flugzeuges ums Leben. Da sie für die zweite und dritte Möglichkeit keine Wahrscheinlichkeiten angeben kann, würde sie unter Berücksichtigung des Minimax-Ansatzes die erste Möglichkeit wählen (müssen).
Angewandt auf das Thema von Rawls heißt das, dass die Individuen im Urzustand annehmen, dass für sie der denkbar schlechteste Fall eintritt, nämlich dass sie sich nach Lüftung des Schleiers des Nichtwissens in der Gruppe der am schlechtesten gestellten Gesellschaftsmitglieder wiederfinden. Deshalb entscheiden sie sich für die Grundsätze, die gerade die Aussicht dieser Gesellschaftsgruppe maximiert.

### Demokratische Gleichheit
Zur Interpretation des zweiten Grundsatzes lässt Rawls nur das Prinzip der demokratischen Gleichheit gelten. Was er damit meint, wird erst deutlich, wenn man es von den von ihm verworfenen alternativen Auslegungen abgrenzt: Das System der natürlichen Freiheit als ein pareto-optimales System, in dem jedem alle Möglichkeiten gemäß den eigenen Fähigkeiten offenstehen, ist nach Rawls u. a. deswegen nicht gerecht, weil die Ausgangsverteilung von Fähigkeiten und Chancen keinem persönlichen Verdienst entsprechen. Das Prinzip der liberalen Gleichheit, in dem die zufällige Verteilung der Chancen so weit wie möglich institutionell ausgeglichen wird, ist ebenfalls nicht gerecht, da die Pareto-Optimalität grundsätzlich auch Sklaverei und Ähnliches zulassen würde. Ganz deutlich lehnt Rawls das Prinzip der natürlichen Aristokratie ab, in dem die Chancen gemäß den Fähigkeiten verteilt sind, diese Chancen aber zur Verwirklichung des Differenzprinzips (gewissermaßen altruistisch) zu nutzen sind. Übrig bleibt seines Erachtens nur das Prinzip der demokratischen Gleichheit. Hier soll die Verteilung der Grundgüter gemäß dem Differenzprinzip erfolgen, während die Chancengleichheit institutionell befördert wird. Rawls geht dabei wiederum von seinem Diktum aus, dass niemand seine naturgegebene Besser- oder Schlechterstellung verdient hat. Daher sei diese Besser- oder Schlechterstellung auch weder als gerecht noch als ungerecht zu beurteilen, sondern als gegebener Zustand, der letztlich nur durch die Gesellschaftsverfassung kompensiert werden kann.

### Legitime und illegitime Ungleichheiten
Nach Rawls ist „nichts Ungerechtes an den größeren Vorteilen weniger, falls es dadurch auch den nicht so Begünstigten besser geht.“ Ungleiche Verteilung von Eigentum und Vermögen ist nach Rawls also grundsätzlich möglich, allerdings eingeschränkt auf den Fall, dass es auch mit einem Nutzen für die am schlechtesten Gestellten verbunden ist. Eine Gleichverteilung ohne Leistungsanreize in der Wirtschaft ist nach Rawls schlechter, als die Möglichkeit höhere Einkommen zu erzielen und Vermögen zu bilden, weil dies die Wohlfahrt mindert. Dies hat jedoch Grenzen. Denn es ist möglich, dass

„die akkumulierten Resultate vieler einzelner, augenscheinlich fairer Vereinbarungen, verbunden mit sozialen Tendenzen und historischen Zufälligkeiten, im Laufe der Zeit die Beziehungen und Möglichkeiten der Bürger verändern, so daß die Bedingungen für freie und faire Übereinkünfte nicht bestehen bleiben, auch wenn sie zu einer früheren Zeit bestanden.“

Rawls geht sogar so weit, dass auch natürlich Vorteile durch die Gesellschaft auszugleichen sind, weil diese kontingent (zufällig) verteilt sind und die Benachteiligten nichts für ihre Benachteiligung können.

„Wer von der Natur begünstigt ist, sei es, wer es wolle, der darf sich der Früchte nur so weit erfreuen, wie das auch die Lage der Benachteiligten verbessert. Die von der Natur Bevorzugten dürfen keine Vorteile haben, bloß weil sie begabter sind, sondern nur zur Deckung der Kosten ihrer Ausbildung und zu solcher Verwendung ihrer Gaben, daß auch den weniger Begünstigten geholfen wird. Niemand hat seine besseren natürlichen Fähigkeiten oder einen besseren Startplatz in der Gesellschaft verdient.“

Die Gesellschaft muss also Institutionen schaffen, die für die Benachteiligten Chancengleichheit zum Beispiel in der Bildung herstellen; denn ein Gesellschaftssystem ist keine unveränderliche Ordnung, sondern wird von den Menschen gestaltet.

### Gerechtigkeit zwischen den Generationen
Der Schleier des Nichtwissens bezieht sich auch auf die Stellung der Gesellschaftsmitglieder in der Zeit. Sie wissen nicht, in welcher Generation sie leben. Sie wissen nicht, wie viele Generationen vor ihnen gelebt haben und auch nicht, wie viele noch nach ihnen kommen werden.
Da der Urzustand jedoch so verstanden wird, dass die Beteiligten in der Gegenwart in ihn eintreten, wissen sie zumindest, dass sie Zeitgenossen sind. Sie hätten unter den ursprünglichen Voraussetzungen daher keinen Grund einem Sparen überhaupt zuzustimmen. Rawls führt infolgedessen zwei Bedingungen ein, um zu einem „brauchbaren Ergebnis“ zu gelangen:
1. Die Beteiligten des Urzustandes sind Vertreter von Nachkommenlinien, denen zumindest ihre näheren Nachkommen nicht gleichgültig sind.
2. Der beschlossene Spargrundsatz muss so beschaffen sein, dass sie sich wünschen könnten, alle früheren Generationen möchten ihn befolgt haben.

Die Anwendung des zweiten Gerechtigkeitsgrundsatzes findet nun auch auf die intergenerative Verteilung Anwendung, was bedeutet, dass Ungleichheiten nur dann tolerabel sind, wenn dadurch die Schlechtestgestellten einen Vorteil erlangen. Diese Schlechtestgestellten können nun auch Angehörige einer fernen Generation sein.
Eine konsequente Anwendung dieses Grundsatzes führt unmittelbar zu dem Ergebnis, dass eine präsente Generation dem Grunde nach gar keine unwiederbringlichen Ressourcen verbrauchen darf, da diese nach dem Verbrauch definitiv nicht mehr den folgenden Generationen zur Verfügung stehen. Durch diese Handhabung kann der gegenwärtige Zustand allerdings dahin gelangen, dass sich wegen des Verzichts des Ressourcenverbrauchs mit Blick auf künftige Generationen die Aussichten der Schlechtestgestellten der gegenwärtigen Generation zu verschlechtern beginnen. Dies gilt es allerdings auch wegen des zweiten Grundsatzes zu vermeiden.
Um das Problem in den Griff zu bekommen, führt Rawls den Begriff des gerechten Spargrundsatzes ein.

#### Die gerechte Sparrate
Um zu einer für ihn befriedigenden Lösung zu kommen, muss Rawls nun erstmals ernsthaft den Begriff der Brüderlichkeit heranziehen. Rawls hatte schon in der Einleitung auf diesen Begriff zurückgegriffen, um sein Verständnis einer gerechten Gesellschaft klarer zu machen. Er bringt zum Ausdruck, dass sich viele Gerechtigkeitsfragen eher dadurch lösen ließen, dass sich die entscheidenden Subjekte in die Lage versetzen, die Individuen, deren Interessen sie gegeneinander auszugleichen haben, seien Brüder bzw. Angehörige derselben Familie.
Man möge sich zur Herleitung einer angemessenen Sparrate vor Augen führen, wie viel die Individuen für ihre Söhne und Töchter zurücklegen würden und zu welchen Ansprüchen sie sich gegenüber ihren Vätern und Großvätern berechtigt fühlen würden. Dabei plädiert Rawls für eine faire Menge von Realkapital, das nicht nur aus materiellen Dingen bestehen müsse und das an die nachfolgenden Generationen weiterzugeben sei. Den Schlussgedanken zu diesen Ausführungen bildet die Feststellung, dass eine gute und gerechte Gesellschaft nicht unbedingt mit einem hohen Lebensstandard und Reichtum verbunden sein müsse.

#### Zeitpräferenz
Rawls lehnt jede Zeitpräferenz ab, auch bei Einzelmenschen und unabhängig von dem Schleier des Nichtwissens. Nichts rechtfertigt für ihn die Bevorzugung eines geringeren gegenwärtigen Gutes gegenüber einem größeren zukünftigen Gut.
Wichtig ist hier, wahrzunehmen, dass er damit nicht indifferent zwischen zwei gleichwertigen Gütern jetzt und in der Zukunft ist. Durch die Begriffe „geringwertiges gegenwärtiges“/„größeres zukünftiges“ Gut impliziert er bereits das Prinzip der Diskontierung zukünftiger Güter auf die gegenwärtige Zeit.

## Kritik alternativer ethischer Konzepte

### Kritik des Intuitionismus
Als intuitionistisch bezeichnet Rawls ethische Theorien, die erste Grundsätze als derart gegeben annehmen, dass sie in konkreten Situationen im Gegensatz zueinander stehen können. Bewertungen und Entscheidungen in solchen Situationen bedürfen einer intuitiven Abwägung, was das richtige Urteil ist. Intuitionistisch können sowohl teleologische als auch deontologische Theorien sein. Als Beispiele nennt Rawls G.E. Moore und W.D. Ross sowie in der neueren Zeit Brian Barry, R.B. Brandt sowie Nicholas Rescher. Solche Theorien laufen auf Kompromisse zwischen unterschiedlichen Zielen wie gerechter Lohn, gerechte Steuern, Wohlfahrtsprinzipien u. ä. hinaus. Das Problem solcher Theorien ist nach Rawls die Willkür, die bei solchen intuitiven Prinzipien und deren Gewichtung nicht ausgeschlossen werden kann.

### Kritik des Perfektionismus
Beim Perfektionismus unterscheidet Rawls zwei Formen. Im strengen Sinn handelt es sich um eine „teleologische Theorie, die die Gesellschaft anweist, Institutionen, Pflichten und Verpflichtungen so festzulegen, dass die menschlichen Errungenschaften auf dem Gebiet der Kunst, Wissenschaft und Kultur maximiert werden.“ Als Beispiel sieht er hierfür Nietzsche.
Beim gemäßigten Perfektionismus ist das Perfektionierungsprinzip nur einer innerhalb mehrerer Grundwerte. Rawls behauptet, dass im Urzustand ein perfektionistisches Prinzip nicht beschlossen würde, soweit dieses dem Grundsatz der Koalitionsfreiheit widerspricht. Ein Perfektionismus stellt auch keine gleiche Verteilung der Grundfreiheiten sicher. Perfektionismus ist zudem mit der Gefahr verbunden, dass man sich von „ästhetischen Empfindungen und persönlichen Anstandsmaßen“ leiten lässt.

### Kritik des Utilitarismus
Rawls Theorie ist vor allem einen Gegenentwurf zum Utilitarismus. Um den Vorzug seiner Theorie herauszuarbeiten, formuliert er eine ausführliche und differenzierte Kritik (§§ 5, 27, 28, 30). Dabei wendet er sich sowohl gegen das Konzept des maximalen Gesamtnutzens (Bentham, Sidgwick, Edgeworth, Pigou) als auch gegen das Prinzip des maximalen Pro-Kopf-Nutzens (Mill, Wicksell). Der Utilitarismus beruht auf einem Kollektiv-Egoismus, der gegebenenfalls den Menschen zum reinen Mittel degradiert. Gerechtigkeit kann man nicht allein mit Rationalität erzeugen. Sie bedarf darüber hinaus der moralischen Vernunft. Das Grundproblem des Utilitarismus liegt darin, dass ein Individual-Modell rationalen Handelns auf die Ebene einer ganzen Gesellschaft gehoben wird. Dies kann in der Konsequenz zu einer Verletzung von Grund- und Menschenrechten führen, wenn es nur einen überwiegenden ökonomischen oder sozialen Vorteil bringt.
Rawls Kritik stützt sich im Wesentlichen auf die folgenden Argumente:
- Für Rawls impliziert der Utilitarismus eine unabsehbare Folgensequenz, die von keinem rational handelnden Individuum übersehen werden kann. Er meint damit, dass ein Nutzenmaximierer alle weiteren sich aus der Handlung ergebenden Folgehandlungen berücksichtigen muss. Dies kann ihm wegen der Beschränktheit seines Wissens nicht gelingen. Menschen können nicht über ein vollständiges Konsequenzenwissen verfügen, folglich auch nicht alle Folgen in ihren Entscheidungen berücksichtigen und somit auch nicht in der Lage sein, den Gesamtnutzen einer Gesellschaft zu maximieren.
- Eine Beurteilung des Nutzens einer Handlung kann nur aufgrund der Erfahrungen der Vergangenheit folgen. Nun gibt es aber kein Gesetz, das besagt, dass ein Ereignis in der Zukunft immer wieder die gleichen Folgen mit sich bringt wie in der Vergangenheit.
- Die Maximierung des Nutzens kann nur aus der Perspektive der gegenwärtig entscheidenden Personen erfolgen. Damit werden aber auch deren gegenwärtigen Interessenlagen verabsolutiert und in alle Zukunft fortgeschrieben.
- Individuelle Interessen sind allenfalls ordinal, nicht aber kardinal messbar.
- Für Rawls birgt der Utilitarismus keine Gerechtigkeitserwägungen, da er auf Nutzenmaximierung abstellt und Gerechtigkeitserwägungen nicht explizit formuliert. Ebenso sieht Rawls in diesem Konzept eine Gleichgültigkeit gegen Erscheinungsformen der Ungerechtigkeit.
- Rawls hält die Vorteile eines Individuums nicht mit den Nachteilen eines anderen verrechenbar.
- Rawls hält den Utilitarismus für indifferent zwischen den Interessen Einzelner. Als Beispiel vergleicht er den Tierquäler mit dem Sozialarbeiter, dessen beider Beschäftigungen ihnen ein gleiches Maß an Befriedigung bringen. Er sieht nun im Utilitarismus keine Möglichkeit gegeben, zwischen beiden Handlungen zu entscheiden, wenn sie zur Wahl stünden.
- Letztes Argument ist für ihn die Degradierung des menschlichen Individuums zu einem reinen „Glücksbehältnis“.

## Fairness als natürliche Pflicht
Ein Eckpfeiler der Theorie der Gerechtigkeit ist die Begründung, warum sich jemand den herausgearbeiteten Grundsätzen unterwerfen sollte. Rawls war es wichtig, Argumente zu finden, die allgemein gültig und notwendig sind. Würde die Begründung nur in einer rationalen Verfolgung des Eigeninteresses liegen (wie im Utilitarismus), wäre die von Rawls angestrebte „wohlgeordnete Gesellschaft“ nicht stabil, weil im Zweifelsfall ebenfalls mit einer rationalen Begründung die Grundsätze zugunsten abweichender Interessen aufgegeben werden würden. Für Rawls hingegen „ist die wichtigste natürliche Pflicht die der Erhaltung und Förderung gerechter Institutionen.“
Rawls unterschied zwischen Verpflichtung und Pflicht. Verpflichtungen beruhen wie Versprechen auf freiwilligen Vereinbarungen: „Man darf bei der Zusammenarbeit nicht die Früchte fremder Anstrengungen in Anspruch nehmen, ohne selbst seinen Teil beizutragen.“ Doch für eine stabile und gerechte Grundordnung reicht die Freiwilligkeit nicht aus. Die Begründung für die Pflicht entsteht im Urzustand:

„Obwohl die Parteien im Urzustand gegenseitig kein Interesse an ihren Interessen nehmen, wissen sie doch, dass sie in der Gesellschaft die Achtung ihrer Mitmenschen als Rückhalt brauchen. Ihre Selbstachtung und ihr Vertrauen in den Wert ihres Zielsystems ist der Gleichgültigkeit, geschweige denn der Verachtung des anderen nicht gewachsen.“

Das Gebot der Fairness ist ebenso eine unbedingte Pflicht wie andere moralische Gebote, etwa das der Treue oder der Hilfeleistung gegenüber anderen. Solche „natürlichen“ Pflichten sind unverzichtbar für das menschliche Zusammenleben, denn man kann sich nicht vorstellen, wie ein Zusammenleben ohne die Befolgung solcher Gebote überhaupt erfolgen könnte. Aus dieser Unbedingtheit des Gebotes der Fairness ergibt sich für die Gerechtigkeitsgrundsätze eine moralische Grundlage, die der praktischen Vernunft entstammt. Rawls argumentiert hier ganz ähnlich wie Kant und sprach daher auch von seinen Grundsätzen als von kategorischen Imperativen. Seine Theorie erfüllt die kantische Tradition, weil sie den Wunsch widerspiegelt, den Menschen nicht bloß als Mittel, sondern als Zweck an sich selbst zu behandeln.

## Eine annähernd wohlgeordnete Gesellschaft
Ausgehend vom Grundsatz, dass Fairness eine individuelle Pflicht sei, diskutiert Rawls das Verhältnis seiner idealen Theorie der Gerechtigkeit zu einer notwendig unvollkommenen Praxis unter verschiedenen Aspekten. Er forderte, dass eine brauchbare Gerechtigkeitstheorie sich als Konzept für die Praxis bewähren und alternativen Gerechtigkeitstheorien überlegen sein muss. Als Prämisse setzte Rawls dabei, dass die moralisch begründeten Prinzipien der Gerechtigkeit am besten in einem demokratisch verfassten Staat verwirklicht werden können.

### Der Vier-Stufen-Gang als Verfahrensgerechtigkeit
Um die Praxistauglichkeit seiner Grundsätze zu überprüfen, skizzierte Rawls einen „Vier-Stufen-Gang“, der es vorstellbar macht, wie seine abstrakten Grundsätze in Beziehung zum praktischen Recht zur realen Umsetzung kommen können. Dabei weist er darauf hin, dass die Verfassung der Vereinigten Staaten und deren Geschichte für seine Überlegungen Modell gestanden haben.
| Stufe                                                                   | Kenntnisgrad der Entscheidungsträger |
| I. Festlegung der Grundsätze der Gerechtigkeit                          | Urzustand mit vollem Schleier des Nichtwissens |
| II. Festlegung der Verfassung                                           | Kenntnis der geographischen, technologischen und ökonomischen Grundlagen, die in der Verfassung Berücksichtigung finden müssen                     |
| III. Gesetzgebung und politische Programme                              | Kenntnis der allgemeinen gesellschaftlichen Strukturen, der bestehenden Ansichten und Interessen, jedoch nicht des Einzelfalls bestimmter Personen |
| IV. Anwendung der Regeln durch Justiz und Verwaltung auf den Einzelfall | Vollständige Aufhebung des Schleiers des Nichtwissens                                                                                              |

Die oberste Stufe bildet der Urzustand, wie er von Rawls für seine Theorie der Gerechtigkeit entwickelt wurde. In ihr ist der Schleier des Nichtwissens voll ausgeprägt. In ihr erfolgt die Festlegung der Grundsätze der Gerechtigkeit, die für alle Gesellschaften gültig sind.
In der zweiten Stufe erfolgt die Festlegung der Verfassung. Diese beinhaltet insbesondere die gleichen Bürgerrechte für alle wie Gewissens- und Gedankenfreiheit, persönliche Freiheit und Gleichberechtigung. In dieser Stufe kommt insbesondere der erste Grundsatz zur Geltung. In ihr ist es bereits notwendig, dass der Schleier des Nichtwissens zum Teil aufgehoben wird, weil es allgemeine Tatsachen gibt, die in einer Verfassung berücksichtigt werden müssen. Alle Informationen, die das Prinzip der Unparteilichkeit beeinträchtigen könnten, wie zum Beispiel die Einstellung der Bevölkerung zu einzelnen politischen Fragestellungen, sollten noch nicht vorhanden sein.
Nach Vorgabe des Rahmens durch die Verfassung erfolgt in der dritten Stufe die Ausarbeitung der konkreten Gesetze und politischen Programme. Diese Gesetze müssen zulässige Lösungen im Rahmen der Gerechtigkeitsgrundsätze und der Verfassung sicherstellen. Rawls verweist darauf, dass in diesem Vier-Stufen-Gang ein Übergang von einem idealen Modell zu einer nicht vollkommenen Verfahrensgerechtigkeit stattfindet. „Es gibt einfach keine politischen Verfahrensregeln, die ungerechte Gesetze mit Sicherheit ausschlössen.“ Bei der konkreten Regelung von Fragen des Maximin-Prinzips, das in die Gesetzgebung Eingang finden muss, besteht in der realen Welt das Problem der empirischen Erkenntnis von sozialen und wirtschaftlichen Wirkmechanismen.
Die vierte Stufe ist die Anwendung der Regeln durch die Justiz und Verwaltung auf den Einzelfall. Auf dieser Stufe ist die Kenntnis der Tatsachen nicht mehr beschränkt.
Im praktischen Beispiel kann man sich vorstellen, dass die Verfassung festlegt, dass jeder eine Stimme im Wahlrecht hat. Durch Gesetz wird geregelt, dass die Wahlkreise pro Abgeordnetem gleich groß sind. Justiz und Verwaltung achten schließlich auf Einhaltung der Wahlgesetze.

### Ungerechte Gesetze
Wenn man davon ausgeht, dass im Vier-Stufen-Gang eine Verfassung, die zwar gerecht aber unvollkommen ist, entstanden ist, kann es sein, dass einzelne Gesetze zumindest ein gewisses Maß an Ungerechtigkeit enthalten. In der Praxis wird es immer Konflikte zwischen verschiedenen Gerechtigkeitsvorstellungen geben. Im Interesse der Stabilität einer wohlgeordneten Gesellschaft fordert Rawls, dass man dennoch die Gültigkeit von positivem Recht akzeptiert. „Die Bürgerpflicht verlangt, die Fehler der Institutionen in vernünftigem Umfang hinzunehmen und nicht ungehemmt auszunutzen. Ohne eine gewisse Anerkennung dieser Pflicht muss das gegenseitige Vertrauen zusammenbrechen. Mindestens unter fast gerechten Verhältnissen besteht also gewöhnlich die Pflicht (und für manche eine Verpflichtung), ungerechten Gesetzen zu gehorchen, falls sie ein bestimmtes Maß an Ungerechtigkeit nicht überschreiten.“

### Mehrheitsentscheidungen
In der politischen Praxis gibt es kein Verfahren, das das Denkmodell des Urzustandes abbildet. Als beste Annäherung betrachtet Rawls die Mehrheitsregel. Dies allerdings nur, wenn die Bedingungen der „Rahmen-Gerechtigkeit“ erfüllt sind, wenn also der vorrangige Grundsatz der Freiheiten in genügendem Umfang sichergestellt ist. Rawls plädierte des Weiteren dafür, vor einer Mehrheitsentscheidung bei der Gesetzgebung Verfahren zu entwickeln, die eine vernünftige Diskussion in genügendem Umfang zulassen, weil er in einer solchen Diskussion eine möglichst große Annäherung an einen idealen Zustand sah. „Bei der Festlegung des Kriteriums der gerechten Gesetzgebung möchten wir das überlegte gemeinschaftliche Urteil zur Geltung kommen lassen, das gewonnen wird, wenn jeder unter idealen Bedingungen sein Bestes tut, die richtigen Grundsätze anzuwenden.“ Aus dieser Sicht ergibt sich für Rawls Theorie der Gerechtigkeit mindestens eine Verträglichkeit mit der Diskurstheorie des Rechts.

### Ziviler Ungehorsam
Rawls spricht in Zusammenhang mit dem zivilen Ungehorsam nicht über ein Widerstandsrecht gegen eine ungerechte, totalitäre Herrschaft. Dieses liegt außerhalb der Theorie der Gerechtigkeit. Rawls betrachtete vielmehr einen mehr oder weniger gerechten demokratischen Staat. Ziviler Ungehorsam besteht in „einer öffentlichen, gewaltlosen, gewissensbestimmten, aber politisch gesetzwidrigen Handlung, die gewöhnlich eine Änderung der Gesetze oder der Regierungspolitik herbeiführen soll.“ Die Analyse des zivilen Ungehorsams durch Rawls ist vor dem Hintergrund der amerikanischen Bürgerrechtsbewegung in den 1960er Jahren zu sehen.
Die Begründung für einen solchen zivilen Ungehorsam sah Rawls in einem von den Bürgern eines demokratischen Staates ausgebildeten Gerechtigkeitsbewusstsein, das in Einzelfällen im Widerspruch zu den tatsächlichen Verhältnissen steht. Ziviler Ungehorsam ist eine Korrektur zur Mehrheitsregel. „Mit zivilem Ungehorsam zwingt die Minderheit die Mehrheit, zu prüfen, ob sie ihre Handlungen so aufgefasst wissen möchte, oder ob sie, angesichts des gemeinsamen Gerechtigkeitssinnes, die berechtigten Forderungen der Minderheit anerkennen möchte.“
Wer zivilen Ungehorsam leistet, muss bereit sein, die gesetzlichen Folgen seiner Handlungen zu tragen. Indem diese Handlungen öffentlich und gewaltfrei sind, kommt zum Ausdruck, dass sie nicht gegen die gesamte Ordnung der Gesellschaft gerichtet sind. Ziviler Ungehorsam ist eine Nonkonformität am Rande der Gesetzestreue. In ihm kommt die Spannung zwischen Moral und Recht, zwischen Legitimität und Legalität zum Ausdruck. Militante Gegner des Systems handeln hingegen gewaltsam und im Verborgenen, weil sie die Grundlagen des Staates per se nicht anerkennen.
Ziviler Ungehorsam ist für Rawls allerdings nur gerechtfertigt, wenn eindeutige Verletzungen des ersten Gerechtigkeitsgrundsatzes vorliegen oder die Verletzung des Differenzprinzips eklatante Ausmaße annimmt. Als Beispiele nennt Rawls das Vorenthalten des aktiven oder passiven Wahlrechts, die Unterdrückung des Rechts auf Eigentum, auf freie Wahl des Aufenthaltsortes oder auf Ausübung des religiösen Glaubens. Vor allem darf ein ziviler Ungehorsam nicht die Funktionsfähigkeit einer wohlgeordneten Gesellschaft an sich in Frage stellen. Rawls fordert von dem, der zivilen Ungehorsam ausübt, dass er seine Position anhand der Gerechtigkeitsgrundsätze gewissenhaft prüft. Unter diesen Einschränkungen ist ziviler Ungehorsam sogar ein stabilisierender Faktor für eine wohlgeordnete Gesellschaft.

## Kritik
„Rawls’ Theorie hat, vor allem nach Erscheinen von ‚A Theory of Justice‘, bei Philosophen, Ökonomen, Soziologen und Juristen nachhaltiges Interesse gefunden und Myriaden von Diskussionsbeiträgen und kritischen Anerkennungen hervorgerufen.“

Peter Koller vermutet, die intensive Reaktion wie auch der Zeitpunkt für das Buch selbst seien auf ein Bedürfnis der Zeit zurückzuführen. Eine vielfach wiederholte Anerkennung des Buches stammt von Robert Nozick, einem der schärfsten Kritiker von Rawls:

„Sein Buch ‚A Theory of Justice‘ ist ein gehaltvolles, feinsinniges, weitgespanntes, systematisches Werk der Philosophie der Politik und der Moralphilosophie, das seit John Stuart Mill – diesen womöglich eingeschlossen – seinesgleichen sucht. Es ist eine Quelle anregendster Gedanken, die zu einem wunderschönen Ganzen zusammengefügt sind. Die Philosophie der Politik muss von nun an im Rahmen der Rawlsschen Theorie arbeiten oder aber erklären, warum sie es nicht tut.“

„Die Gerechtigkeitstheorie von Rawls ist äußerst reichhaltig und detailliert ausgearbeitet. Dementsprechend breit gefächert sind auch die Kritiken und Alternativkonzeptionen, die sich seither herausgebildet haben.“

### Libertarismus
Robert Nozicks Werk Anarchy, State, and Utopia gilt als unmittelbare Antwort des Libertarismus auf Rawls egalitaristische Position. Laut Nozick betrachtet Rawls Gesellschaftsformen einseitig anhand von Zustandskriterien – z. B. ist laut Rawls die freie Marktwirtschaft unfair, da sie ungerechte Verteilungszustände hervorruft. Für Nozick hingehen sind Verfahrenskriterien am wichtigsten – für ihn ist die freie Marktwirtschaft fair, da sie Güter auf Grundlage der freien Entscheidungen ihrer Teilnehmer verteilt.
Außerdem betont Nozick die historische Dimension von Eigentum. Eigentum sei nicht vom Himmel gefallen, sondern wurde durch Menschen erworben. Für eine Umverteilung gebe es keine Grundlage, es sei denn, der Eigentumserwerb war ungerecht. „Der ganze Ansatz von Rawls, bei dem Menschen im Urzustand Grundsätze wählen, setzt voraus, dass keine historisch-anspruchsorientierte Gerechtigkeitsvorstellung richtig ist.“ „Fragen sich die Leute im Urzustand überhaupt, ob sie das Recht haben, über die Verteilung von allem und jedem zu entscheiden?“
Nozick entwickelt gegen Rawls eine Theorie des Anspruchs auf Besitztum, nach folgenden Regeln:
1. Wer ein Besitztum im Einklang mit dem Grundsatz der gerechten Aufteilung erwirbt, hat Anspruch auf dieses Besitztum.
2. Wer ein Besitztum im Einklang mit dem Grundsatz der gerechten Übertragung von jemandem erwirbt, hat Anspruch auf das Besitztum.
3. Ansprüche auf Besitztümer entstehen lediglich durch (wiederholte) Anwendung der Regeln 1 und 2.[68]

Vermögensunterschiede ergeben sich aus der Geschichte des Erwerbs und sind nicht von Natur aus ungerecht. Für Nozick liefert Rawls kein überzeugendes Argument, warum sich jemand überhaupt auf des Gedankenexperiment des Schleiers des Nichtwissens einlassen soll, wenn er selbst weiß, dass er mit seinen Fähigkeiten und einem gerecht erworbenen Besitz eine relativ bessere Ausgangssituation hat. Aufgabe des Staats ist lediglich der Schutz der persönlichen Rechte vor Übergriffen von innen und außen. Der Staat wird so bei Nozick zum Nachtwächterstaat. Ähnliche Positionen wie Nozick vertreten James Buchanan und Friedrich Hayek.
Auch für gemäßigtere Liberale ist das Differenzprinzip als ein stetig in der Gesellschaft wirkendes Prinzip der Umverteilung kritisch, weil es grundsätzlich und ohne Einschränkung, außer der des Nutzens für die am schlechtesten Gestellten, gegen das Recht der Selbstverwirklichung des Einzelnen verstößt. Entsprechend stellt Ronald Dworkin fest:

„Jede Gemeinschaft, die in Anspruch nähme, die Leute in ihrer Wohlfahrt (well being) gleichzumachen, bräuchte eine kollektive Identität dessen, was Wohlfahrt ist und was ein Leben besser oder erfolgreicher macht als das andere, und jede kollektive Identifizierung würde die Prinzipien des ethischen Individualismus verletzen.“

### Kommunitarismus
Rawls stellt in seiner Theorie der Gerechtigkeit das Individuum als Entscheidungsträger in den Mittelpunkt. Für den Kommunitarismus ist dies ein falscher Ansatz, weil die Perspektive der Gemeinschaft und des Gemeinsinns verloren geht.
Einer der ersten Kritiker aus dieser Sicht war Michael Sandel. Für ihn ist der von Rawls konstruierte Urzustand kein zulässiges Modell, weil es ähnlich wie Kant und alle deontologischen Ethiken von einem falschen Menschenbild ausgeht. Menschen sind keine isolierten Individuen ohne soziale Bezüge. Das Selbst des Menschen entsteht nicht unabhängig von seiner Erfahrung. Man kann das Wesen des Menschen nicht auf Wahlfreiheit reduzieren. Individuelle Rechte sind nicht unabhängig vom gemeinschaftlich Guten. Sie können daher keinen Vorrang haben. Der Mensch gewinnt seine Identität erst aus der Einbindung in den sozialen Zusammenhang. Deshalb haben die Werte der Gemeinschaft Vorrang vor denen der Individuen. Das ungebundene Selbst, wie Rawls es konzipiert, das sich seine Zwecke und Ziele rational und autonom setzt, ist gar nicht in der Lage, in einer bestehenden Gemeinschaft kooperativ zu leben und eine bestehende Wertestruktur zu übernehmen.
Charles Taylor kritisiert ähnlich wie Sandel das atomistische Menschenbild bei Rawls, weil die Gesellschaft dem entgegen arbeitsteilig und stark verflochten ist. Menschen können ihre Ziele nicht losgelöst von sozialen Bindungen realisieren. Individuelle Rechte werden erst durch die Zugehörigkeit zu einer Gemeinschaft begründet. Eine Person kann sich als moralisches Subjekt nur innerhalb einer Gemeinschaft entwickeln. Deshalb ist auch die Würde des Menschen abhängig von der Anerkennung durch die Gemeinschaft. Weil das freie Individuum seine Würde nur in der Gemeinschaft aufrechterhalten kann, beinhaltet das Leben in der Gemeinschaft sowohl Rechte als auch Pflichten. Beide sind gleichwertig.
Für Alasdair MacIntyre hat das „Gut der Freiheit“ zwar Vorrang vor dem „Übel des Kommunismus“, aber Freiheit im Sinn des Liberalismus ist eine Abstraktion, die eine Lösung von gesellschaftlichen, politischen und ökonomischen Bindungen zur Folge hat. Der Liberalismus vertritt implizit eine bestimmte, individualistische Idee des Guten, die nicht der Lebenspraxis entspricht. „Meiner Gemeinschaft beraubt, laufe ich Gefahr, alle wirklichen Maßstäbe des Urteilens zu verlieren.“
Michael Walzer betont in Sphären der Gerechtigkeit, dass es kein universales Prinzip der Gerechtigkeit gibt. Die Verteilung der sozialen Güter ist an die Bedeutungen gebunden, die jene im Leben ihrer Empfänger haben. Gerechtigkeit ist komplex und betrifft verschiedene Sphären. Dabei kann die Position eines Bürgers in einer Sphäre nicht mit der Stellung in einer anderen Sphäre aufgerechnet werden. Zwischen den Sphären sind Grenzen zu ziehen. „Jedes Gut soll nach den Geltungsregeln seiner eigenen Sphäre zugeteilt werden.“

### Feminismus
Vertreterinnen der feministischen Philosophie kritisieren, dass bei Rawls die besondere Situation der Geschlechterverhältnisse bestenfalls ausgeblendet wird. Zum einen wird kritisiert, dass das Rawls'sche Modell allein auf Rationalität aufbaut. Jeder unsachliche oder emotionale Aspekt wird ausgeblendet. „Dieses Konzept des Urzustandes ist durch und durch maskulin gewirkt.“ Durch die von Rawls vorgenommene Trennung von öffentlichem und privatem Raum fallen die die Frauen benachteiligenden gesellschaftlichen Verhältnisse aus der Analyse heraus. Aspekte wie Verständnis, Zuneigung und Liebe werden dem privaten Bereich zugewiesen und liegen damit jenseits der von Rawls entwickelten Theorie, die die Fragen der sozialen Gerechtigkeit und Chancengleichheit vernachlässigt. Susan Moller Okin, eine der frühen Kritikerinnen von Rawls, bezeichnet die Frage der Geschlechtergerechtigkeit als blinden Fleck bei Rawls. Dessen Theorie scheint ihr aber dennoch geeignet, als Grundlage für ein Projekt zu dienen, das die Entwicklung einer gerechteren Gesellschaftsordnung unter Einbeziehung der Geschlechterfrage zum Ziel hat.

### Jürgen Habermas
Jürgen Habermas sieht mindestens zwei Probleme. Zum einen hat Rawls die „Kommunikationsvoraussetzungen und Verfahren einer diskursiven Willensbildung, in der sich der öffentliche Gebrauch der Vernunft manifestiert“, nicht genügend geklärt. Zum anderen ist Habermas mit der strikten Trennung von privater und öffentlicher Sphäre nicht einverstanden und verwendet ein ähnliches Argument wie die Kommunitaristen:

„Der kantische Republikanismus, wie ich ihn verstehe, geht von einer anderen Intuition aus. Niemand kann auf Kosten der Freiheit eines anderen frei sein. Weil Personen allein auf dem Weg der Vergesellschaftung individuiert werden, ist die Freiheit eines Individuums mit der aller anderen nicht nur negativ, über gegenseitige Begrenzungen verknüpft.“

### Stanley Cavell
Stanley Cavell kritisiert, dass eine auf Vernunft reduzierte Theorie wie die von Rawls die konkreten Diskussionen über die Gerechtigkeit in einer Gesellschaft nicht abbilden kann. Faktische Übereinkunft und Zustimmung können nicht durch die Idee eines Gesellschaftsvertrages dargestellt werden. Vor allem erklärt Rawls nicht, wie eine Identifikation mit der bestehenden Gesellschaft entsteht.

„Die öffentlichen Umstände, in denen wir leben, an denen ich teilhabe und von denen ich profitiere, sind solche, denen ich zustimme. Es sind solche mit einem unbestimmten Maß an Ungerechtigkeit, Ungleichheit an Freiheit und Gütern, die nicht knapp sind, an nicht unvermeidbaren Verzögerungen von Reformen. Zustimmung zur Gesellschaft ist weder unbegrenzt noch begrenzt; ihr Umfang ist Teil der Diskussion über Gerechtigkeit.“

Eine reale Gesellschaft ist immer unvollkommen, so dass sie immer parteilich und ungerecht ist. Die Unerträglichkeit der Ungerechtigkeit ist aber das Motiv, sich für eine Verbesserung, eine Perfektionierung der Gesellschaft einzusetzen.

„Ohne die Kategorie des moralischen Perfektionismus kann Rawls Theorie ihr Ziel nicht erreichen, dass man sagen kann (zu sich selbst, wenn nicht anderswo), dass man über Kritik erhaben ist, oder vielmehr, dass man diesen Anspruch, soweit er ausdrückbar ist, meint zu erfüllen.“

Für Cavell fehlt in Rawls Theorie der dynamische Aspekt, der sich aus der Unvollkommenheit realer Gesellschaften ergibt, das grundlegende Bedürfnis, über das Erreichte hinaus, ständig nach Verbesserung zu streben.

### Avishai Margalit
In seinem Buch The Decent Society (deutsch: Politik der Würde) entwarf Avischai Margalit ein Leitbild für eine politische Philosophie, das man entweder als Alternative oder als Ergänzung zu den gängigen Gerechtigkeitstheorien auffassen kann. Dieses Leitbild nennt er eine „anständige Gesellschaft“, die dadurch charakterisiert ist, dass ihre Institutionen die Menschen nicht demütigen. Neben das Prinzip der Gerechtigkeit tritt das Prinzip der Achtung, das darauf ausgerichtet ist, die Würde des Menschen sicherzustellen.
Margalit unterscheidet eine „gezügelte Gesellschaft“, in der Gewalt vermieden wird, von einer anständigen Gesellschaft ohne Demütigungen und einer gerechten Gesellschaft. Diese drei Typen stehen in einer lexikographischen Reihenfolge. „Es handelt sich also um eine Stufenfolge: Die anständige Gesellschaft muss auch gezügelt, die gerechte Gesellschaft auch anständig sein.“
Im Schlusskapitel vergleicht Margalit sein Konzept ausdrücklich, wenn auch exemplarisch, mit dem von Rawls. Hierbei ergibt sich, dass Rawls seiner Theorie sicherlich eine anständige Gesellschaft dem Geiste nach zugrunde gelegt hat, seine Gerechtigkeitsgrundsätze diese aber nicht sicherstellen. Margalit nennt drei Einwände:
- Rawls bezieht sich nur auf Mitglieder der Gesellschaft. Das Problem der Exklusion Fremder (z. B. Gastarbeiter, abhängige Personen in anderen Gesellschaften) bleibt ungelöst.
- Rawls bezieht sich nur auf staatliche Institutionen. Es gibt aber in Gesellschaften identitätsstiftende Gruppen wie Religionsgemeinschaften oder Vereine („Clubs“), bei denen grundlegende Diskriminierungen (z. B. fehlende Gleichstellung) nicht ausgeschlossen sind.
- Eine Gesellschaft kann den Gerechtigkeitsgrundsätzen folgen, ohne dass erniedrigende Verfahrensweisen (z. B. bei der Beantragung von Sozialhilfe) ausgeschlossen sind.

Aus Sicht von Margalit ist eine anständige Gesellschaft in der Praxis eher zu erreichen als das höher stehende Ideal einer gerechten Gesellschaft. Sie ist daher als vorrangiges politisches Ziel eine bessere Alternative, auch wenn man das Ideal einer gerechten Gesellschaft als Ziel nicht aus den Augen verlieren sollte.

### Weitere Kritikpunkte
Es ist offensichtlich, dass die fiktive Verfassungswahl allein aus der von Rawls gewählten besonderen Konzeption des Urzustandes resultiert. Auf diesen Punkt hatte H. L. A. Hart bereits 1973 hingewiesen, für den der Rawls'sche Vorrang der Freiheit eher auf Idealen beruht, als ein Ergebnis einer rationalen, interessengeleiteten Entscheidung ist. Rawls gibt keine hinreichenden Gründe dafür an, dass der Urzustand genauso wie von ihm dargestellt sein muss. Auch fehlt es an einer hinreichenden Begründung, warum die Menschen sich auf genau diese Grundsätze einigen sollten. Rawls’ Argumente sind daher für Richard Mervyn Hare nur subjektiv und können keine allgemeinen Prinzipien begründen. Axel Honneth kritisiert, dass das Bild vom Schleier des Nichtwissens, das Rawls zur Darstellung der Forderung nach Unparteilichkeit verwendet, „das Faktum der menschlichen Intersubjektivität verschwinden lässt: [Würden die Beteiligten im Urzustand eine elementare Kenntnis von ihrer Bedürftigkeit nach Anerkennung besitzen,] dann würden sie sich vermutlich auf Gerechtigkeitsprinzipien einigen, die im Unterschied zum Rawlschen Vorschlag dieser sozialen Bedürftigkeit Rechnung tragen würde.“ G. A. Cohen wandte ein, dass die von Rawls skizzierte gerechte Gesellschaft inkonsistent sei: einerseits geht Rawls von Subjekten aus, die sich dem gerechten System, definiert durch gerechte gesellschaftliche Institutionen, fügen. Andererseits impliziert aber das Differenzprinzip die Existenz von (materiellen) Anreizen, die eigentlich in einer Rawls'schen Gesellschaft überflüssig sein sollten.
Für Amartya Sen ist der Vorrang im Falle bitterer ökonomischer Not oder bei Katastrophen sehr viel genauer zu qualifizieren als dies Rawls getan hat. Auch kritisierte er den idealtypischen Charakter von Rawls’ Gerechtigkeitstheorie, der keine Aussagen über Ungerechtigkeiten in der realen Welt erlaube, sowie deren Fokussierung auf Institutionen, ohne Beachtung für Aspekte tatsächlichen menschlichen Verhaltens. Thomas Nagel hat eingewendet, dass die Liste der von Rawls benannten Grundgüter nicht neutral sei. Diese folgten einer liberalen und individualistischen Konzeption des Guten. Man kann aber nach Nagel nicht davon ausgehen, dass dies mit allen rationalen Lebensplänen für ein gesellschaftliches Zusammenleben übereinstimmt. Darüber hinaus ist die Liste für Benjamin Barber nicht kohärent. So konkurrieren beispielsweise Freiheit und Chancengleichheit, ohne dass es Regeln für Prioritäten gibt. Außerdem ist das Einkommen für Barber kein allein ausreichender Maßstab zur Bestimmung der am schlechtesten gestellten Menschen. Ronald Dworkin kritisiert, dass Rawls’ Theorie keinen Ausgleich für natürliche oder soziale Beeinträchtigungen schafft, wenn die Betroffenen nicht der Gruppe der am schlechtesten Gestellten zuzurechnen sind. Ähnlich weist Kenneth Arrow darauf hin, dass Rawls nicht berücksichtigt, dass gleiches Einkommen nicht Gleichheit bedeutet, wenn man zum Beispiel an die individuellen Kosten von schweren Krankheiten denkt. Will Kymlicka verweist darauf, dass Rawls persönlichen Entscheidungen und Anstrengungen zu wenig Raum gibt. Weiterhin vermisst Kymlicka die ausgleichende Berücksichtigung natürlicher Ungleichheiten und kritisiert, dass nach dem Konzept von Rawls Leute zur Subventionierung anderer gezwungen werden.
Wolfgang Kersting, der unter anderem eine Gesamtdarstellung zu dem Werk von Rawls veröffentlicht hat, hat sich in verschiedenen Arbeiten kritisch mit Rawls auseinandergesetzt. Die wesentlichen kritischen Punkte sind:
Dass die Freiheit unabdingbaren Vorrang genießen soll, erscheint allenfalls als persönliche Vorliebe von Rawls selbst, ist aber keineswegs empirisch belegt. Zum einen müssen Menschen zunächst einmal die lebensnotwendigen Voraussetzungen für eine solche Präferenz erfüllen. Beispielsweise ist die Situation eines Verhungernden gut vorstellbar, für den die Freiheit im Vergleich zur lebensrettenden Essensportion einen unverhältnismäßig geringen Wert hat. Denn die größte Freiheit nützt ihm nichts, wenn er sie aufgrund eigenen Verhungerns nicht nutzen kann.
Außerdem kann vor dem Hintergrund der Alltagserfahrung die Unveräußerlichkeit demokratischer Teilhaberechte nicht unumstritten sein. Die von Rawls konzipierte Gerechtigkeitstheorie ist letztlich doch nur die Gerechtigkeitsauffassung des Okzidents. In unterentwickelten Ländern ist häufig beobachtbar, dass Menschen ohne größere Not ihre Stimme in einer Wahl dem Meistbietenden zum Verkauf anbieten. Es ist nicht ohne weiteres einsehbar, was – bei unterstellter Entscheidungsfreiheit der Menschen bezüglich dieses Schrittes – eben daran falsch sein soll. Auch hier muss der Grundsatz gelten: volenti non fit iniuria.
Die Alltagserfahrung zeigt durchaus, dass Menschen vielfach bereit sind, teilweise erhebliche Risiken einzugehen. Die Maximin-Regel beinhaltet aber eine extreme Risiko-Aversion, die entweder von Rawls selbst ist oder zumindest die, die er persönlich für die Gesellschaft insgesamt am förderlichsten hält. Träfe Ersteres zu, so erübrigt sich jede weitere Diskussion, denn über die Risikopräferenz eines einzelnen Menschen kann man nicht streiten. Trifft jedoch die zweite Möglichkeit zu, so verändert sich die Fragestellung des Werkes: nämlich nicht, was gerecht oder fair ist, sondern welche Risikopräferenz für eine Gesellschaft insgesamt wünschenswert wäre.
Im Übrigen hat Rawls ja seinen Urzustand so konzipiert, dass die Individuen ihre persönliche Präferenzen gar nicht kennen. Sie wissen daher nicht um ihre Risikoscheu und können diese folglich auch nicht berücksichtigen.
Wenn Rawls seinen Gesellschaftsmitgliedern im Urzustand sämtliche Präferenzen, Emotionen, sämtliche Gewohnheiten und jedes personelles Wissen nimmt, sind diese Subjekte überhaupt noch Menschen? Wie können Entscheidungen derartiger Subjekte für eine menschliche Gesellschaft relevant sein? Insofern ist der Realitätsbezug der Theorie der Gerechtigkeit zu bezweifeln.
Man kann mit Recht fragen, inwieweit die Rawls'sche Theorie noch den Ansprüchen an eine Vertragstheorie genügt. Sie enthält keinerlei Verhandlungsmomente („bargaining“-Komponente). Die Einigung erfolgt einstimmig. Niemand verzichtet auf etwas zu Gunsten eines anderen. Die Prinzipien Rawls’ sollen auch explizit eben gerade nicht deswegen gelten, weil ein Vertrag existiert, sondern weil sie der Vernunft entsprechen und mit den intuitiven Moral-Gerechtigkeits-Fairness-Auffassungen der Gesellschaftsmitglieder entsprechen. Damit unterscheidet sich die von Rawls selbst so bezeichnete „Vertragstheorie“ ganz grundlegend von den klassischen Vertretern dieser Art wie etwa die Theorien von Hobbes, Robert Nozick oder David Gauthier. Denn dort haben die Vertragspartner handfeste eigene Interessen, auf die sie zu Gunsten anderer verzichten, mit dem Ziel, wiederum eigene andere Interessen noch besser wahrnehmen zu können.
Wolfgang Kersting betont die kohärenztheoretische Natur der Rawls'sche Konzeption. Durch Rückkopplung zwischen Einzelurteilen und Prinzipien erfolgt eine stetige Weiterentwicklung. Rawls wird diesem Aspekt durch sein „Überlegungsgleichgewicht“ (reflective equilibrium) gerecht. Durch die prinzipielle Endlosigkeit dieses Reflexionsprozesses unterliegen die gefundenen Prinzipien dem Vorbehalt der Vorläufigkeit. Es entwickelt sich eine Common-sense-Moralität.
Die Alltagsurteile bilden dabei den logischen Vorrang und sind die Basis für die Explikationsprinzipien. Vor diesem Hintergrund ist allerdings unklar, was Rawls eigentlich mit seiner Theorie erreichen will. Sie reduziert sich anhand dieser Überlegung als bloße Niederlegung der aktuellen Moralauffassung, und dies auch nur auf einem geografisch eingegrenzten Bereich zu einem bestimmten Zeitpunkt.

### Das Experiment von Frohlich und Oppenheimer
Im Rahmen der empirischen Gerechtigkeitsforschung wurde ein konkretes Experiment zur Überprüfung der Theorie der Gerechtigkeit von Norman Frohlich und Joe A. Oppenheimer durchgeführt. In diesem Experiment hatten mehrere Versuchsgruppen sich zwischen vier Verteilungsprinzipien zu entscheiden:
1. Maximierung des geringsten Einkommens
2. Maximierung des Durchschnittseinkommens
3. Maximierung des Durchschnittseinkommens bei Gewährleistung eines Mindesteinkommens
4. Maximierung des Durchschnittseinkommens bei einem festgelegten Unterschied zwischen höchstem und niedrigstem Einkommen

Falls die jeweilige Gruppe sich auf ein Prinzip einigen würde, wurde ihr zugesagt, nach diesem Prinzip einen Geldbetrag unter den Mitgliedern zu verteilen. Wer welchen Betrag erhielt, sollte gelost werden. Andernfalls sollte auch das Verteilungsprinzip durch Los festgelegt werden. Zumeist wurde im Ergebnis eine Einigkeit erreicht und ganz überwiegend das Prinzip, das ein Mindesteinkommen gewährleistet (Nr. 3), ausgewählt.
Damit wurde das Differenzprinzip von Rawls (Nr. 1) eindeutig nicht favorisiert. Auch die uneingeschränkte Nutzenmaximierung des Utilitarismus (Nr. 2) wurde nicht bevorzugt. Allerdings lassen die Rahmenbedingungen des Experiments keinen eindeutigen Schluss zu. Zum einen abstrahieren reale Personen, entgegen den Anforderungen an den Urzustand bei Rawls, in einer realen Entscheidungssituation nicht von ihren individuellen Fähigkeiten. Zum anderen waren die Probanden ganz überwiegend Studenten, so dass im Experiment keine neutrale, repräsentative Sozialstruktur gegeben war.

### Kritik der Kritiker
Ohne die Theorie der Gerechtigkeit unmittelbar bewerten zu wollen, verweist Volker H. Schmidt darauf, dass eine Reihe von Kritikern an Rawls eine grundlegende Einschränkung übersieht, die Rawls seinem Werk zugrunde legt. Rawls hat ausdrücklich betont, dass er eine Theorie für die institutionellen Grundstrukturen einer Gesellschaft aufstellt. Rawls Werk ist weder eine umfassende Morallehre noch ein Handbuch für irgendwelche Entscheidungen unter Unsicherheit.
Als Beispiele der verfehlten Kritik nennt Schmidt den Ökonomen und Utilitaristen John Harsanyi sowie Michael Walzer. Harsanyi hatte vorgetragen, dass Rawls Maximin-Regel so risikoavers sei, dass man bei ihrer Befolgung nur zu Entscheidungen kommen könne, die lebensfremd seien. Auch im Bereich ethischer Entscheidungen hatte Harsanyi zeigen wollen, dass Rawls Kriterien ungeeignet seien. So würde im Falle einer Organtransplantation die Entscheidung über den Empfänger zugunsten des schlechter gestellten Patienten fallen. Dies sei aber möglicherweise jemand, der als Krebskranker nur wenige Monate zu leben habe, während ein anderer Patient, der nach der Transplantation mit hoher Wahrscheinlichkeit noch lange Jahre gesund leben könne, bei Rawls leer ausginge. Schmidt verweist darauf, dass Rawls mit seinen Grundsätzen an keiner Stelle seines Werkes konkrete Allokationsprobleme lösen will. Die Theorie der Gerechtigkeit ist eine politische Theorie über die Ausgestaltungsprinzipien einer Verfassung.
Aus diesem Grund kann auch der Vorwurf des Monismus von Michael Walzer nicht treffen. Für Schmidt sprechen Rawls und Walzer zwei verschiedene Ebenen an. Über Themen, die von Walzer diskutiert werden, habe Rawls sich gar nicht geäußert. Bestenfalls könne man Rawls vorhalten, dass seine Theorie unvollständig sei, nicht aber (unter diesem Aspekt), dass sie falsch sei. Diese Gegenkritik gilt auch für Kritiker, die darauf hinweisen, dass bei Rawls zum Beispiel das Verdienstprinzip überhaupt nicht vorkomme.
Rawls hatte bereits in der Theorie der Gerechtigkeit betont: „Die Beweggründe der Menschen im Urzustand sind keinesfalls zu verwechseln mit den Beweggründen von Menschen im täglichen Leben.“ Die soziale Konstitution des Menschen ist eine „Binsenweisheit“. Später hat er die Kritik direkt zurückgewiesen:

„Michael Sandel irrt, wenn er annimmt, dem Urzustand liege eine Konzeption des Selbst zugrunde, das aller seiner zufällig gegebenen Attribute beraubt ist.“

Eine typische Kritik an der Theorie der Gerechtigkeit ist ihre Übertragung auf konkrete Einzelsituationen. So bildet Ulrich Steinvorth das folgende Beispiel: In einer Chirurgie werden fünf Unfallopfer eingeliefert, von denen eines einen totalen Hirnschaden hat, während die vier anderen dringend innere Organe zum Überleben benötigen. Steinvorth behauptet, dass nach Rawls wegen der Eigennutzorientierung auch unter dem Schleier des Nichtwissens die fünf Betroffenen Personen sich vor dem Unfall für die Transplantation der Organe und die „Schlachtung“ des Hirngeschädigten entscheiden würden, weil sie nicht wüssten, welche Rolle sie nach dem Unfall einnehmen würden und für den Fall sich eine Chance von 4:1 zu ihren Gunsten ergäbe. Der Einwand mit einem Hinweis auf die Grundwerte gelte nicht, weil rationale Egoisten den ersten Gerechtigkeitsgrundsatz erst gar nicht wählen würden. Dagegen stehe Rawls Annahme, die seiner gesamten Gerechtigkeitstheorie zugrunde liegt: „Jeder Mensch besitzt eine der Gerechtigkeit entspringende Unverletzlichkeit, die auch im Namen des Wohles der gesamten Gesellschaft nicht aufgehoben werden kann.“